# 库淑兰
库淑兰 （1920年3月31日—2004年12月19日），陕西旬邑县人，自称“剪花娘子”；中国当代著名剪纸艺人；曾被 联合国教科文组织 授予“中国民间工艺美术大师”称号。2004年12月19日，因肺结核、气管炎等病情突然加重，经抢救无效，库淑兰在家中病逝，享壽84岁。

## 生平
库淑兰于1920年3月31日（即农历二月十二）出生在旬邑县赤道乡富村村的一个贫苦农民家庭，从小就跟父亲逃荒要饭。四岁缠脚，六、七岁开始随母亲学剪纸、作画。曾读过几年书的库淑兰，17岁时嫁到了赤道乡富村。她一生中有过13个孩子，但被灾荒、疾病夺走了10个。
婚后，为打发时日，库淑兰继续剪纸；但一次偶然的遭遇改变了她的剪纸风格和人生态度。
1985年初冬，库淑兰不慎滑入一口枯井；被人救起后，她大病40余天，几乎不省人事。然而，一日醒了过来后，她精神蠼烁。大难不死的库淑兰，认为自己是得到了“剪花娘子”的“保佑”。从此，在每幅大作品中，她都要剪一个“剪花娘子”的形象。由于剪纸构图大胆、人物形象饱满、色彩鲜丽，库淑兰的作品很快受到了关注。她的艺术剪纸也先后在西安美术家画廊、中国美术馆、中央美术学院陈列馆展出。1996年，联合国教科文组织更是授予她——“民间工艺美术大师”。2001年，剪纸艺人魏伊平拜到库淑兰门下，成为大师惟一的亲传女弟子。
因为贫困，她长期被病痛困扰。气管炎令她晚年时，说话颇为费劲，时不时弓着腰长长喘气。2004年12月19日，库淑兰在家中病逝，享壽84岁。
生前，她还曾担任过第二届中国民间剪纸研究会会员代表大会理事，陕西省农民画协会理事。